# 近田春夫&BEEF
近田春夫&BEEF（ちかだはるおとビーフ）は、かつて存在した日本のロックバンドである。1979年結成、1980年に発展的解消。近田春夫が組成し、ジューシィ・フルーツの前身となったバンドとして知られる。

## 略歴・概要
1979年（昭和54年）1月、女の子バンド・ガールズが解散し、同バンドのイリア（奥野敦子）と近田春夫&ハルヲフォン解散後の高木英一とがバンドを組んだ。
また一方、近田春夫もソロ活動が始まり、同年5月21日には、イエロー・マジック・オーケストラが編曲と演奏に参加したソロデビューアルバム『天然の美』（1979年）をリリース、実際に営業等ライブ活動を行うためには、バックバンドを必要としていた。近田がイリアに声をかけ、アマチュアバンド「東京スタイルズ」の沖山優司と高木利夫、さまざまなバックバンドのギタリストをしていた柴矢俊彦、元四人囃子の茂木由多加、「野毛スマイル」の野毛ゆきお（のちのNOGERA）が集められて、同年、結成する。
「BEEF」の由来は、ブライアン・デ・パルマ監督の『ファントム・オブ・パラダイス』（1974年）に登場する、ジェリット・グラハム演じるホモセクシャルのロック・シンガーの名「ビーフ」からとった。
同年8月、東京・渋谷のライブハウス「ワルツ」で初ライヴ、同年9月15日 - 16日、銀座の「博品館」でピーターとのジョイントライヴ『TOKYOスキャンダル』に出演、ピーターのバッキング演奏もBEEFが行った。
同年9月21日、「近田春夫」ソロ名義でシングル『ああ、レディハリケーン』をリリース、テレビ出演等には「近田春夫&BEEF」名義で出演していた。同年10月 - 11月には、神戸女学院大学、龍谷大学、戸板女子短期大学等の学園祭にも出演、同年12月31日、浅草国際劇場での「第7回浅草ニューイヤー・ロック・フェスティバル」に参加した。
年明け、1980年（昭和55年）4月29日、日比谷野外音楽堂でのライヴイヴェントに出演したが、そのころ、近田が、キングレコードから日本コロムビアに移籍し、「半年間は移籍先でのレコードリリースができない」という当時の事情から、近田はBEEFを発展的に解消し、同年6月1日、奥野、柴矢、沖山、高木の4人が「ジューシィ・フルーツ」として『ジェニーはご機嫌ななめ』（日本コロムビア）でシングル・デビューした。同年10月25日、近田は、ソロアルバム『星くず兄弟の伝説』を日本コロムビアからリリースした。
現在、音源は、1992年（平成4年）11月21日にキングレコードからCD再発売されたアルバム『天然の美』のボーナストラックとして、2曲が収録されている。なお同アルバムのCD1989年盤には収録されてはいない。

## ディスコグラフィ

### シングル
1. ああ、レディハリケーン 1979年9月21日発売 （キングレコード、GK-8083） - 「近田春夫」名義
  - 作詞楳図かずお、作曲近田春夫、編曲矢野誠
2. 世界で一番いけない男 - 同シングルB面
  - 作詞ちあき哲也、作曲近田春夫、編曲若草恵

## 註
1. ↑  恒田義見の公式ブログ「ROCK'N ROLL MY WAY」内の「ハルヲフォン誕生」（2008年12月14日付）の記述を参照。
2. 1 2 3 4  #外部リンク内の「ジューシイ・フルーツ HISTORY OF THE JUICY FRUITS」リンク先の記述を参照。
3. 1 2  浅草国際劇場での「7th ASAKUSA NEW YEAR ROCK FESTIVAL 1979-1980」（1979年12月）のパンフの記事を参照。
4. 1 2  石川誠壱のウェブサイト「近田春夫と私」の記述を参照。
5. ↑  #外部リンク内の「天然の美」リンク先の記述を参照。